# ФИВБ
ФИВБ (фр. Fédération Internationale de Volleyball) је интернационални управни одбор за одбојку. Њен штаб се налази у Лозани, Швајцарска.

## Историја
Пре оснивања FIVB одбојка је била део Међународне аматерске рукометне федерације. FIVB је основана у Француској у априлу 1947. године. Крајем 1940-их, неке од европских националних федерација почеле су да се баве питањем стварања међународног управљачког тела за одбојкашки спорт. Почетне дискусије су на крају довеле до успостављања конститутивног конгреса 1947. Четрнаест националних федерација које су представљале пет различитих континената присуствовало је састанцима на којима је, између 18. и 20. априла, ентитет званично формиран, са Французом Полом Либоом као првим председником. Прво азијско првенство у одбојци одржано је у Токију (Јапан) 1995. године и на овом првенству Индија је у финалу победила Јапан.
Као одговор на руску инвазију на Украјину 2022. године, Међународна одбојкашка федерација суспендовала је све руске репрезентације, клубове и званичнике, као и спортисте у одбојци на песку и на снегу, са свих такмичења, а Русији је одузела право да буде домаћин Светског првенство за мушкарце у августу 2022. године, а изместила утакмице које су у јуну и јулу требало да буду одигране у Русији.

## Активности
Главна активност FIVB је планирање и организација одбојкашких догађаја широм света, понекад у сарадњи са другим међународним управљачким телима као што је МОК. Ово укључује дефинисање квалификационих процедура и формула такмичења за турнире, као и конкретније детаље као што су састав играча и ограничења замене, места и домаћини.
FIVB директно учествује у организацији континенталних одбојкашких догађаја који имају приписан међународни значај, као што су олимпијске квалификације и континентални квалификациони турнири за Светско првенство.
Између осталог, FIVB организује следеће међународне одбојкашке турнире:
- Олимпијске игре: од 1964, сваке четири године
- Светско првенство за мушкарце: од 1949, сваке четири године[а]
- Светско првенство за жене: од 1952, сваке четири године
- Светски куп за мушкарце: од 1965. године, четворогодишње
- Светски куп за жене: од 1973, четворогодишње
- Светски куп великих шампиона: од 1993, четворогодишње
- Мушка национална лига: од 2018. годишње
- Женска национална лига: од 2018. годишње
- Куп изазивача за мушкарце: од 2018, годишње
- Куп изазивача за жене: од 2018, годишње
- Светско клупско првенство за мушкарце: од 1989, годишње
- Светско клупско првенство за жене: од 1991, годишње

Непостојећи
- Светска лига (мушкарци): 1990–2017, годишње
- Светска велика награда (жене): 1993–2017, годишње

и следеће међународне омладинске одбојкашке турнире:
- Олимпијске игре младих: 2010
- Светско првенство за мушкарце У21 (јуниори): од 1977. године, сваке две године
- Светско првенство за жене до 20 година (јуниори): од 1977., сваке две године
- Светско првенство за дечаке до 19 година (млади): од 1989. сваке године
- Светско првенство за девојчице до 18 година (млади): од 1989. сваке године

и следеће међународне турнире у одбојци на песку:
- Олимпијске игре: од 1996, сваке четири године
- Светско првенство: од 1997, сваке две године
- Светска турнеја: од 1989, годишње

и следеће међународне малолетничке турнире у одбојци на песку:
- Олимпијске игре младих: од 2014, сваке четири године
- Светско првенство за У23: од 2013, годишње
- Светско првенство за У21: од 2001, годишње
- Светско првенство до 19 година: од 2003, годишње
- Светско првенство до 17 година: од 2014, годишње

FIVB такође организује опсежне специјалне програме усмерене на унапређење светске одбојке. Ово укључује оснивање развојних центара у областима у којима је спорт још увек непопуларан, као и подршку (у обуци и опреми) за организације које не испуњавају стандарде квалитета који се захтевају на међународном нивоу. Због тога FIVB организује конгресе, радионице, курсеве за судије, тренере и наставнике, како би промовисао развој одбојке на малој основи, као што су:
- Volley All фестивал
- Good Net пројекат у 2019.[9]
- Школски одбојкашки конгрес 2007
- Конгрес одбојкашке медицине 2011
- Симпозијум о анализи утакмица 1981. године[10]
- Симпозијум о мини одбојци 1985

## Актуелни шампиони на FIVB турнирима

### Одбојка

#### Нације
| Турнир                       | Турнир        | Сениор (M) – (W)              | У23 (M) – (W)         | Јуниор (M U21) – (W U20) | Омладина (M U19) – (W U18) |
| ---------------------------- | ------------- | ----------------------------- | --------------------- | ------------------------ | -------------------------- |
| World Championship           | (Мушкарци)    | Италија (2022)                | Аргентина (2017)      | Италија (2021)           | Пољска (2021)              |
| World Championship           | (Жене)        | Србија (2022)                 | Турска (2017)         | Италија (2021)           | Русија (2021)              |
| Олимпијске игре              | (Мушкарци)    | Француска (2020)              | N/A                   | N/A                      | Куба (2010)                |
| Олимпијске игре              | (Жене)        | Сједињене Државе (2020)       | N/A                   | N/A                      | Белгија (2010)             |
| Светски куп                  | (Мушкарци)    | Бразил (2019)                 | N/A                   | N/A                      | N/A                        |
| Светски куп                  | (Жене)        | Кина (2019)                   | N/A                   | N/A                      | N/A                        |
| Светски куп великих шампиона | (Мушкарци)    | Бразил (2017)                 | N/A                   | N/A                      | N/A                        |
| Светски куп великих шампиона | (Жене)        | Кина (2017)                   | N/A                   | N/A                      | N/A                        |
| Одбојкашка Лига нација       | (Мушкарци)    | Француска (2022)              | N/A                   | N/A                      | N/A                        |
| Одбојкашка Лига нација       | (Жене)        | Италија (2022)                | N/A                   | N/A                      | N/A                        |
| Конфедерација                | Конфедерација | Сениор                        | У23                   | Јуниор                   | Омладина                   |
| Африка (CAVB)                | (Мушкарци)    | Тунис (2021)                  | Алжир (2017)          | Египат (2022)            | Нигерија (2022)            |
| Африка (CAVB)                | (Жене)        | Камерун (2021)                | Египат (2016)         | Египат (2022)            | Египат (2022)              |
| Азија & Океанија (AVC)       | (Мушкарци)    | Иран (2021)                   | Кинески Тајпеј (2019) | Иран (2022)              | Јапан (2022)               |
| Азија & Океанија (AVC)       | (Жене)        | Јапан (2019)                  | Кина (2019)           | Јапан (2022)             | Јапан (2022)               |
| Европа (CEV)                 | (Мушкарци)    | Италија (2021)                | N/A                   | Италија (2022)           | Италија (2022)             |
| Европа (CEV)                 | (Жене)        | Италија (2021)                | N/A                   | Италија (2022)           | Италија (2022)             |
| Северна Америка (NORCECA)    | (Мушкарци)    | Порторико (2021)              | N/A                   | Куба (2018)              | Куба (2018)                |
| Северна Америка (NORCECA)    | (Жене)        | Доминиканска Република (2021) | N/A                   | Сједињене Државе (2018)  | Сједињене Државе (2018)    |
| Јужна Америка (CSV)          | (Мушкарци)    | Бразил (2021)                 | Бразил (2016)         | Бразил (2022)            | Аргентина (2022)           |
| Јужна Америка (CSV)          | (Жене)        | Бразил (2021)                 | Бразил (2016)         | Бразил (2022)            | Аргентина (2022)           |